# تیغچه‌دم چشم‌سفید
تیغچه‌دم چشم‌سفید (نام علمی: Asthenes palpebralis) گونه‌ای از پرندگان خانواده مرغان تنورساز و بومی پرو مرکزی است.
زیستگاه طبیعی آن چمنزارهای نیمه‌گرمسیری یا گرمسیری در ارتفاعات است.